# Es Figueral de Son Real
Es Figueral de Son Real (‚Feigenfeld von Son Real‘) ist ein prähistorischer Fundplatz auf der spanischen Baleareninsel Mallorca. Er befindet sich im Gemeindegebiet von Santa Margalida in der Region (Comarca) Es Plà oder Plà de Mallorca, nahe der Nordküste der Insel. Der Fundort aus dem Vortalaiotikum, der auch zu Beginn der Zeit der Talaiot-Kultur (auch Talayot-Kultur) und während der islamischen Zeit bewohnt war, wurde ab 1965 durch Guillem Rosselló Bordoy und Juan Camps Coll im Auftrag des Museu de Mallorca ausgegraben.

## Lage

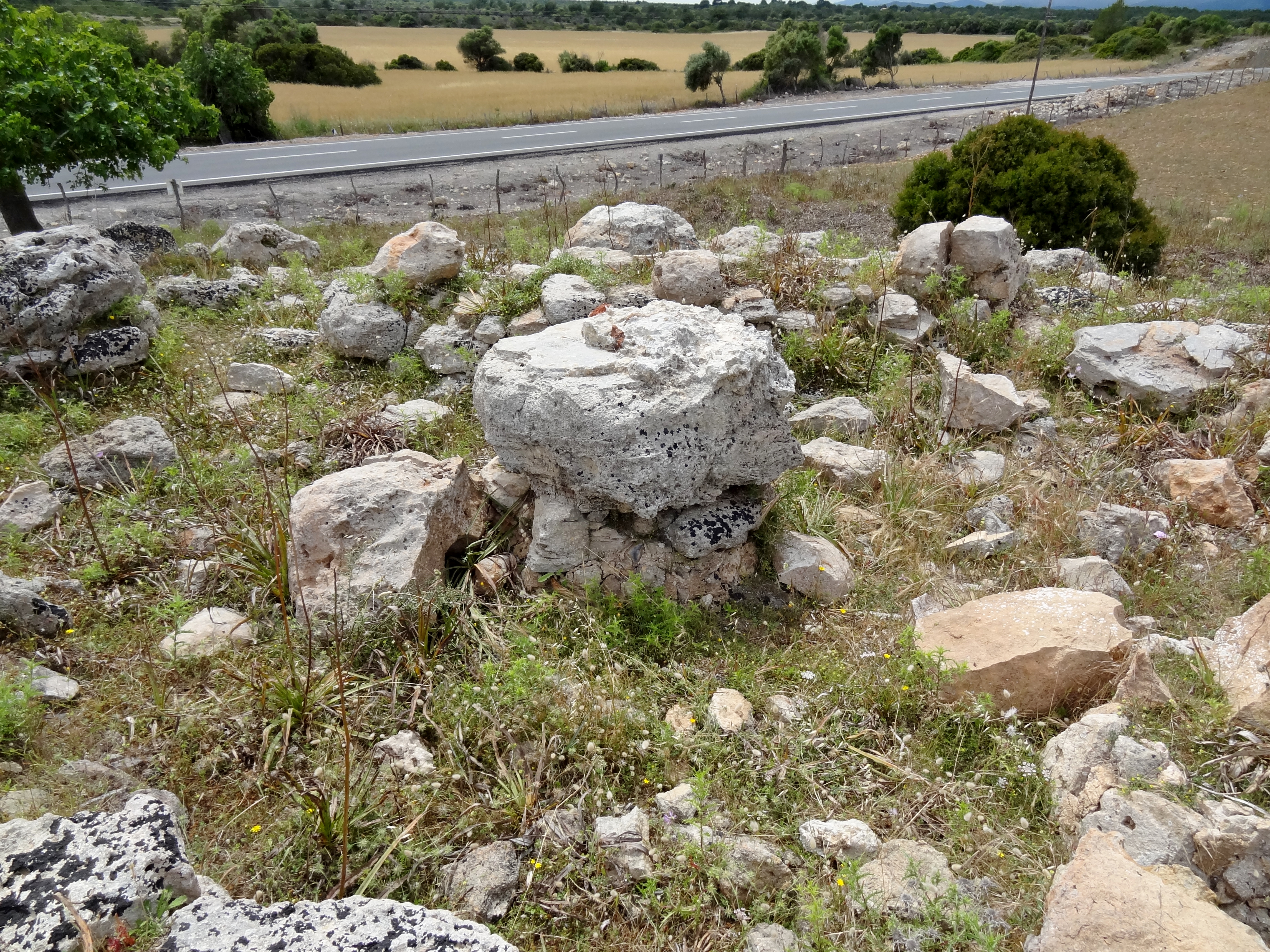
Lage an der Landstraße MA-12

Es Figueral de Son Real befindet sich auf dem Gebiet von Son Real innerhalb der Gemeinde Santa Margalida. Son Real ist der Name eines ehemaligen Landgutes, das sich an der Küste zwischen den Mündungen des Torrent de Son Bauló und des Torrent de Son Real erstreckte, zweier Sturzbäche, die aus dem Inselinneren das Wasser starker Regenfälle nach Norden ins Mittelmeer entwässern. Das Landgut ist heute parzelliert und wird von Nordwest nach Südost von der Landstraße MA-12 durchzogen, die Alcúdia über Can Picafort mit Artà verbindet.
Teile des Landgutes wurden vom Govern de les Illes Balears, der Regierung der Balearen, käuflich erworben und werden als Finca pública de Son Real von der Regionalregierung betrieben. Dazu gehören ein Informationszentrum und ein kleines Museum in den Haupt- und Nebengebäuden des ehemaligen Landgutes. Die archäologische Fundstätte Es Figueral liegt etwa 400 Meter südöstlich der Gebäude an der Südostseite des Gebiets der Finca pública und zum Großteil auf deren Gelände nördlich der Landstraße. Durch den Bau der Straße wurde ein talaiotisches Heiligtum zerstört. Südlich der MA-12 befinden sich weitere Reste des Fundplatzes, deren Umrisse jedoch nur auf Luftaufnahmen zu erkennen sind.

## Beschreibung

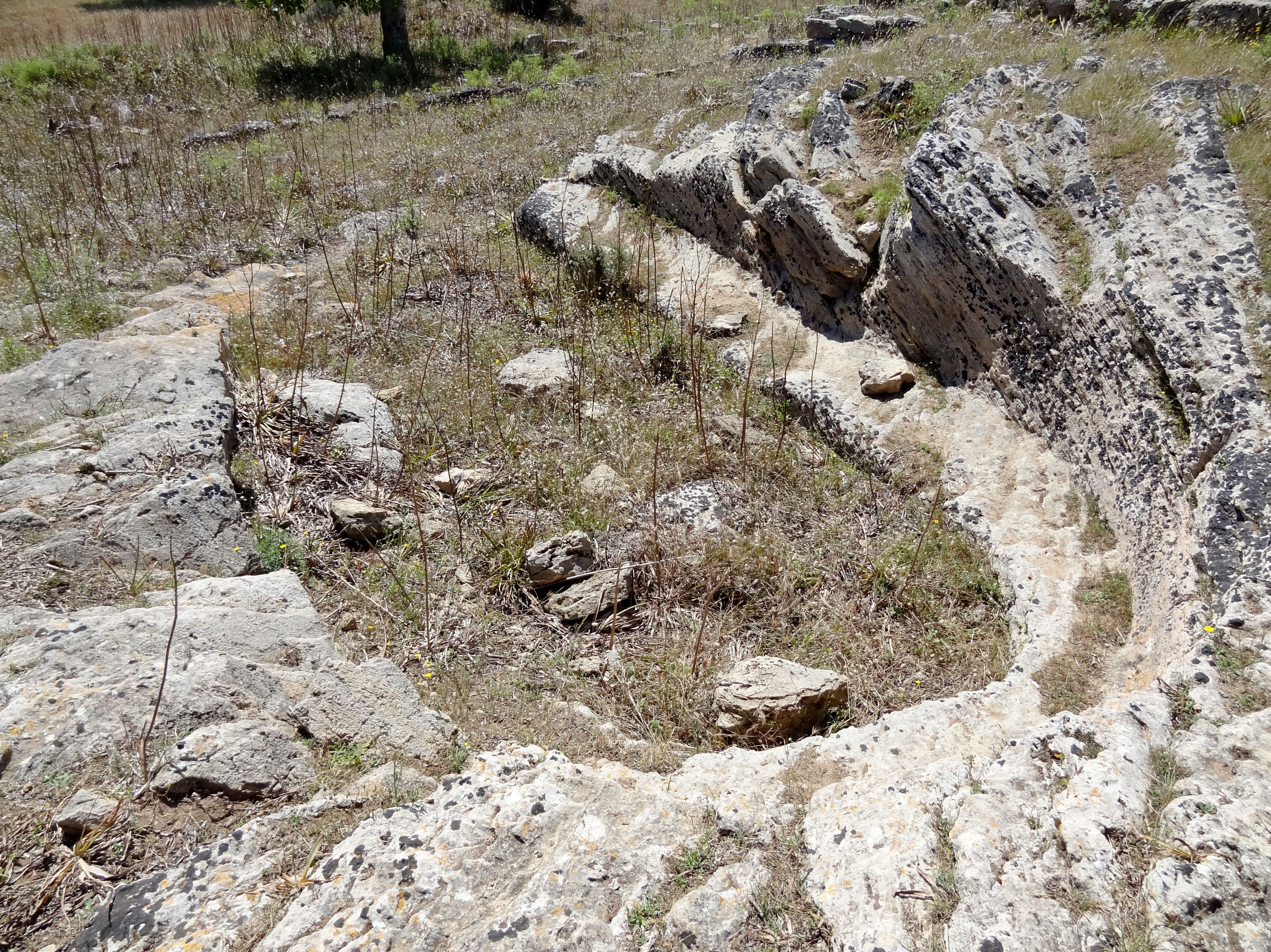
In den Felsen geschnittene Struktur an der Nordseite des Hügels

Die Fläche des archäologischen Fundplatzes Es Figueral hat auf dem Gelände der Finca pública de Son Real nördlich der Landstraße einen Durchmesser von etwa 50 Meter. Hier reihen sich auf einem kleinen Hügel die Überreste von Grundmauern hufeisen- und nierenförmig angelegter Gebäude aus der Zeit von 1100 bis 850 v. Chr. unregelmäßig aneinander. Neben den aufeinandergeschichteten Bauten gibt es im Norden des Hügels den auf den Inseln einzigartigen Fall einer in den Felsen geschnittenen Struktur, die jedoch nicht datiert werden kann.
Nach Radiokarbondatierungen wurde eine naviforme Struktur um 960 v. Chr. (± 120 Jahre) genutzt und etwa 920 v. Chr. (± 80 Jahre) aufgegeben. Beide zur Datierung herangezogenen Bodenproben stammen aus Straten auf dem Hügel, in denen sich talaiotische Keramik befand. Weitere Keramikfunde belegen, dass der Ort in islamischer Zeit, um das Jahr 990 (± 80 Jahre), erneut besiedelt war. Eine an einem Gebäude gefundene Müllhalde gab Auskunft über die Essgewohnheiten zur Zeit der Nutzung. Man entdeckte Tierreste unter anderem von Hunden, Schalentieren und Gänsen.